# SI 유도 단위
국제단위계의 유도 단위(derived unit)는 국제단위계의 일곱 개 기본 단위를 조합해 만들어진 단위이다. 조립 단위 또는 도출 단위라고 부르기도 한다.

## 특별한 이름의 유도 단위
기본 단위와 함께 다른 양을 측정하는 단위를 얻을 수 있다. 추가로 크기가 없는 2개의 유도 단위 라디안 (rad) 과 스테라디안 (sr)과 함께 특별한 이름을 가진 20개의 유도 단위가 있다.
| 이름       | 기호 | 물리량                        | 다른 단위로 표시            | SI 기본 단위로 표시 |
| ---------- | ---- | ----------------------------- | --------------------------- | ------------------- |
| 헤르츠     | Hz   | 진동수                        | 1/s                         | s−1                 |
| 라디안     | rad  | 평면각                        | m·m−1                       | 무차원              |
| 스테라디안 | sr   | 입체각                        | m2·m−2                      | 무차원              |
| 뉴턴       | N    | 힘, 무게                      | kg·m/s2                     | kg·m·s−2            |
| 파스칼     | Pa   | 압력, 응력                    | N/m2                        | m−1·kg·s−2          |
| 줄         | J    | 에너지, 일, 열량              | N·m = C·V = W·s = VA•s      | m2·kg·s−2           |
| 와트       | W    | 일률, 전력, 방사속            | J/s = V·A                   | m2·kg·s−3           |
| 쿨롱       | C    | 전하 또는 전하량              | A·s                         | A·s                 |
| 볼트       | V    | 전압, 전위, 기전력            | W/A = J/C                   | m2·kg·s−3·A−1       |
| 패럿       | F    | 전기 용량                     | C/V                         | m−2·kg−1·s4·A2      |
| 옴         | Ω    | 전기 저항, 임피던스, 리액턴스 | V/A                         | m2·kg·s−3·A−2       |
| 지멘스     | S    | 전도율                        | 1/Ω = Ω-1                   | m−2·kg−1·s3·A2      |
| 웨버       | Wb   | 자기 선속 (자기력 선속)       | J/A = J•A−1 = V•s = N•m•A-1 | m2·kg·s−2·A−1       |
| 테슬라     | T    | 자기장세기, 자기력선속밀도    | V·s/m2 = Wb/m2 = N/(A•m)    | kg·s−2·A−1          |
| 헨리       | H    | 인덕턴스                      | V·s/A = Wb/A                | m2·kg·s−2·A−2       |
| 섭씨       | °C   | 섭씨 온도                     | K − 273.15                  | K − 273.15          |
| 루멘       | lm   | 광선속                        | lx·m2                       | cd·sr               |
| 럭스       | lx   | 조도                          | lm/m2                       | m−2·cd·sr           |
| 베크렐     | Bq   | 방사능                        | 1/s                         | s−1                 |
| 그레이     | Gy   | 흡수선량                      | J/kg                        | m2·s−2              |
| 시버트     | Sv   | 등가선량                      | J/kg                        | m2·s−2              |
| 캐탈       | kat  | 촉매 활성도                   | mol/s                       | s−1·mol             |

## 같이 보기
- 국제량체계
- SI 접두어
- 미터법